# 遠藤常春

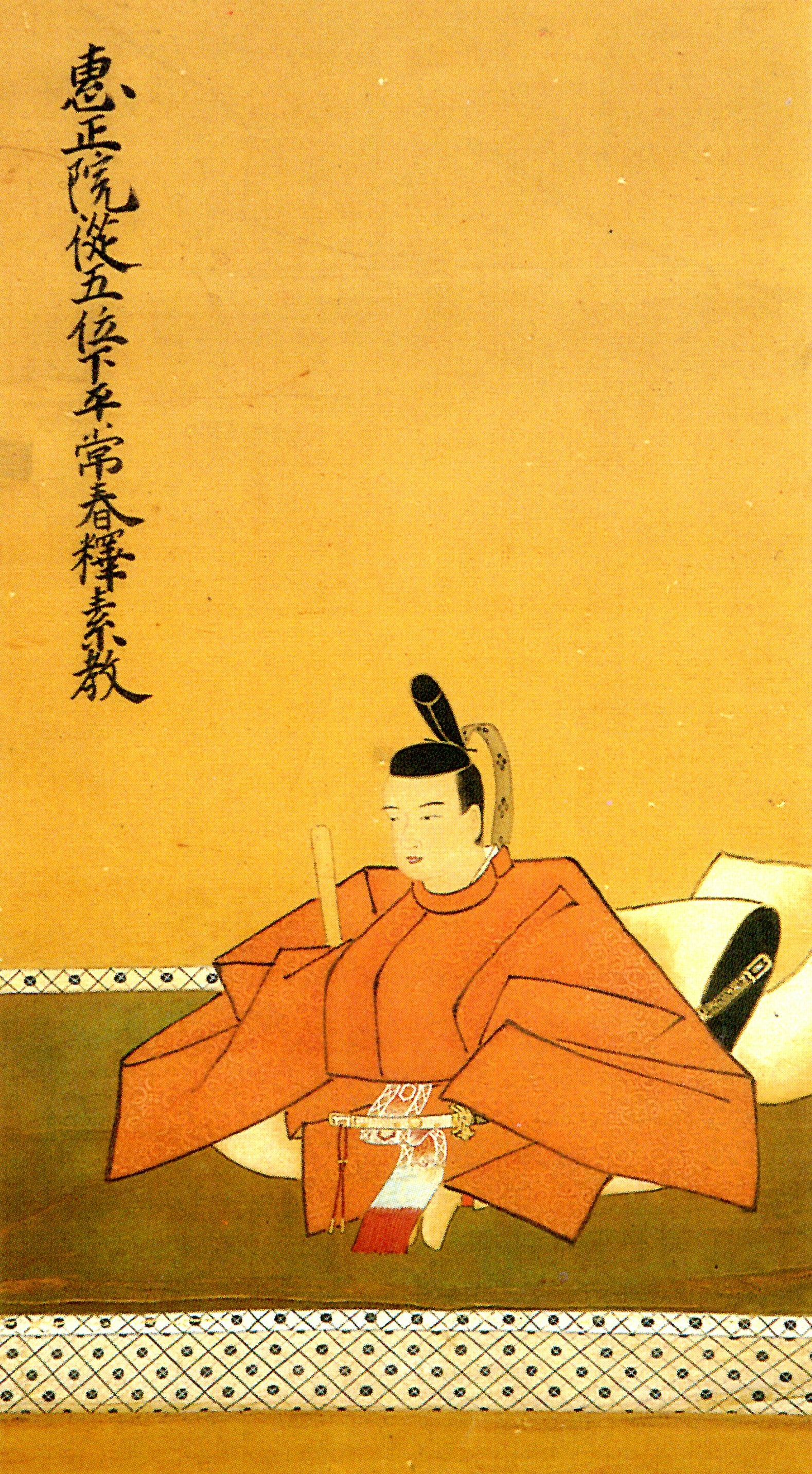
遠藤常春

遠藤 常春（えんどう つねはる、1667年2月8日（寛文7年1月16日） - 1689年5月13日（元禄2年3月24日））は、美濃八幡藩の第4代藩主。
第3代藩主・遠藤常友の次男。母は戸田氏信の娘。正室は松平源信の娘。継室は牧野富成の養女（村越直成の娘）。子は遠藤常久（長男）。官位は従五位下、右衛門佐。弟の遠藤内記慶紀は2千石で遠藤家家老となった。

## 生涯
延宝3年（1675年）2月、御目見を果たし、延宝4年（1676年）、父の死去により家督を継いだ。幼年のために生母の兄弟である美濃大垣藩主の戸田氏西らが後見とされ、藩重臣らが執政した。
延宝5年（1676年）、財政悪化により増税策がとられたが、藩はもとより重税であったため、立ち行かなくなった農民らの代表が江戸屋敷に訴え出た。増税を主張する家老・遠藤七郎右衛門と俸禄削減を主張する家老・遠藤杢之助がそれぞれ江戸に上り意見具申を行い、杢之助の策が採用され、七郎右衛門は失脚した。しかし、国許では高禄の家臣らの不満が高まり、杢之助の娘婿を襲撃しようとした藩士が捕らえられる事態に発展し、杢之助を擁護しようとする農民が城下に集結する騒ぎとなった。これを延宝の郡上騒動という。杢之助と増税派の家老・遠藤新左衛門が責を負って隠居したが、その後も家中や農民の混乱は続いた。天和2年（1682年）、家臣一同より和合の誓詞が出され一連の騒動は終結した。
天和元年（1681年）、上野沼田藩主真田信利の改易に伴い、その次男の武藤信秋の預かりを命ぜられる。
元禄元年（1688年）、初めて国許下向が許されるが、翌年3月24日に郡上にて死去した。跡を長男の遠藤常久が継いだ。